# Kees Dorresteijn
Kees Dorresteijn (24 maart 1986) is een Nederlandse journalist, presentator en podcastmaker.

## Opleiding
Tussen 2007 en 2008 studeerde Dorresteijn politicologie aan de Universiteit van Amsterdam en tussen 2003 en 2007 communicatiemanagement aan de Hogeschool Utrecht. Hij studeerde tussen 2009 en 2012 verkort aan de School voor Journalistiek in Utrecht.

## Carrière
Tot en met 2016 werkte Dorresteijn in verschillende functies bij NPO Radio 1 voor BNNVARA. Hij werkte als redacteur bij BNN Today en De Nieuws BV, waarin hij onder andere de sportreportages maakte met Erben Wennemars. Tussen 2013 en 2016 presenteert Dorresteijn het BNNVARA talenten-programma Start op zondagmorgen. Later, tussen 2014 en 2016, presenteerde hij ook op NPO Radio 1 de nachtprogramma’s Druktemakers en Topradio. Begin 2017 stapte hij over naar BNR Nieuwsradio om daar als techredacteur 'de Techupdate' te presenteren in het ochtendprogramma De Ochtendspits van Bas van Werven.
Samen met Harm den Besten maakte Kees Dorresteijn sinds eind 2017 de late avondshow ‘Harm en Kees’ op Slam! Ze maakten Youtubevideos voor de zender. Ook bedachten en presenteerden ze onder andere de goed bekeken humoristische Youtubeserie ‘De Mensenmening’, waarin ze alledaagse vragen aan mensen op straat stellen, waar vervolgens een vaste jury op reageert.
Nadat ‘Harm en Kees’ stopt op Slam! keerde hij terug bij BNR in verschillende rollen. Daar maakte hij tijdens de coronapandemie de podcast ‘Vraag het Gommers’ met IC-arts Diederik Gommers, waarin ze medische vragen van luisteraars beantwoordden.
Dorresteijn maakte ook de podcast ‘Een Jaar Burgemeester’, waarin hij burgemeester en oud-BNR hoofdredacteur Sjors Frolich volgt tijdens zijn eerste jaar als burgemeester van de gemeente Vijfheerenlanden.
Dorresteijn presenteerde sinds februari 2022 het discussieprogramma BNR Breekt op de radiozender. Een jaar later stopt hij met dat programma om zich volledig te focussen op het middagprogramma dat hij ook al presenteerde. Sinds april 2022 presenteert Kees Dorresteijn samen met Liesbeth Staats het middagprogramma The Daily Move op BNR.

## Persoonlijk
Dorresteijn is opgegroeid op een boerderij in Werkhoven. Sinds zijn studententijd woont hij in Utrecht.